# Michael Alig
Michael Alig (29. dubna 1966 South Bend, Indiana, USA – 25. prosince 2020 New York, USA) byl klubový promotér, prominent, hudebník, módní ikona a ústřední postava společenské skupiny známé jako The Club Kids. V roce 1997 byl odsouzen za vraždu svého spolubydlícího k mnohaletému trestu. Propuštěn byl v roce 2014. V roce 2020 zemřel na náhodné předávkování drogami.

## Mládí
Michael Alig se narodil ve městě South Bend ve státě Indiana. V polovině 80. let se přestěhoval do New Yorku, kde se přihlásil ke studiu umění na Fordhamské univerzitě. Důvodem pro odchod z malého města měla být touha po nových příležitostech. Z univerzity záhy odešel poté, co se prostřednictvím jiného studenta seznámil s lidmi, kteří pravidelně navštěvovali hudební kluby na Manhattanu. Toto tolerantní prostředí umožnilo Aligovi vyrovnat se se svou homosexualitou. Již z dob působení Andyho Warhola umožňovala tato scéna vzestup nového druhu profesionálních celebrit, v angličtině označovaných jako celebutante: osoby bez zvláštního talentu, které jsou přesto slavné a placené za účast na společenských akcích. Alig zatoužil stát se členem podobné společnosti. Přestože jeho stálým zaměstnáním bylo sbírání nádobí v klubu Danceteria, čím dál častěji se pokoušel o pořádání vlastních akcí, které vzbudily velký ohlas. Jako promotér začínal v klubu Tunnel.

## The Club Kids

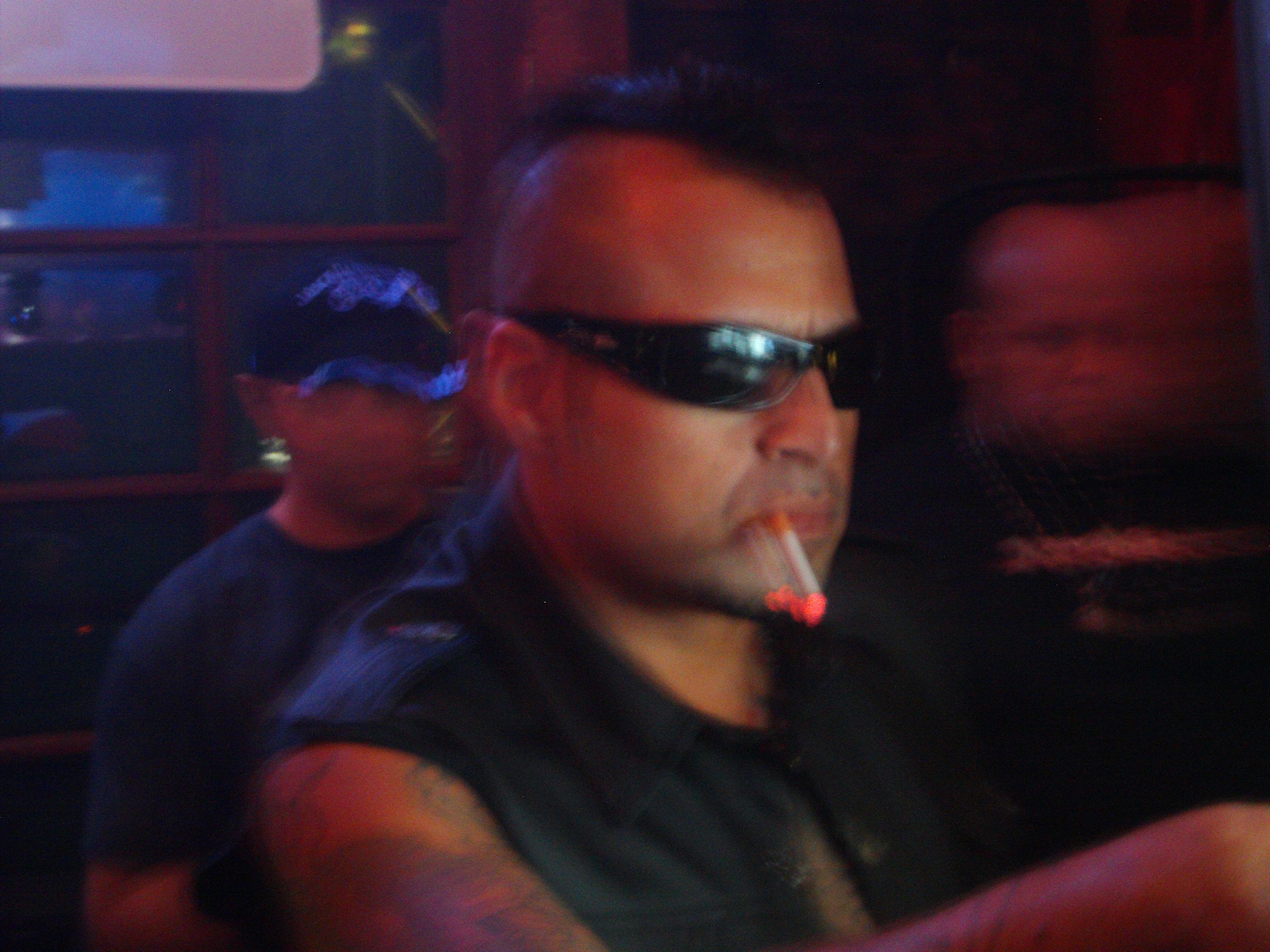
Dj Keoki

V druhé polovině 80. let se Alig setkal s dalšími klubovými prominenty Jamesem St. Jamesem a Dj Keokim. Zásadním však bylo jeho seznámení s majitelem dvou newyorských klubů Peterem Gatienem, který z něho udělal svého promotéra. V jeho klubu Limelight uspořádal Alig sérii extravagantních a kontroverzních akcí o jejichž hudební doprovod se staral právě Keoki. Nejznámější z nich bylo Disco 2000. Alig hledal způsoby, jak návštěvníky co nejvíce šokovat. Během "bazénové party" vytopil sklepení klubu a dovnitř vpouštěl pouze návštěvníky v plážovém oblečení. Během "festivalu krve" se zavírali do skleněných rakví, polévali zvířecí krví a konzumovali syrové vnitřnosti, které se vlivem horka z reflektorů rychle kazily. Zavedl také revue nepřirozených aktů. Mezi aktivity, které se v revue objevovaly, patřily např. závody v braní drog, masturbace různými předměty, sebepoškozování, pití alkoholu zavedeného do genitálií pomocí klystýru, sex na pódiu, atp. Součástí programu se stali také speciální hosté, jako např. "tanečník s amputacemi", "drogové kuře" či "popíječ moči". Někdy se akce přenesly i mimo klub. Tak došlo např. k nočnímu obsazení restaurace Burger King či stanice metra.
Alig se zároveň společně se St. Jamesem stal ústřední postavou takzvaných The Club Kids (klubových dětí). Tak byla označována skupina mladých klubových celebrit, která byla známá svým výstředním oblékáním a nespoutaným chováním. Věhlas The Club Kids jim zajistil články v několika prestižních časopisech i opakované účinkování v televizních pořadech. The Club Kids se stali pro mnohé Američany módními vzory. Sami si však důsledně vybírali, koho do svých řad vpustí. Z mnoha Club Kids se později stali známé a úspěšné osobnosti. Mezi ně patří např. RuPaul (televizní moderátor), Lisa Edelstein (herečka), Richie Rich (módní návrhář), Larry Tee (DJ a producent), Amanda Lepore (modelka a zpěvačka), Michael Musto (novinář) a další.

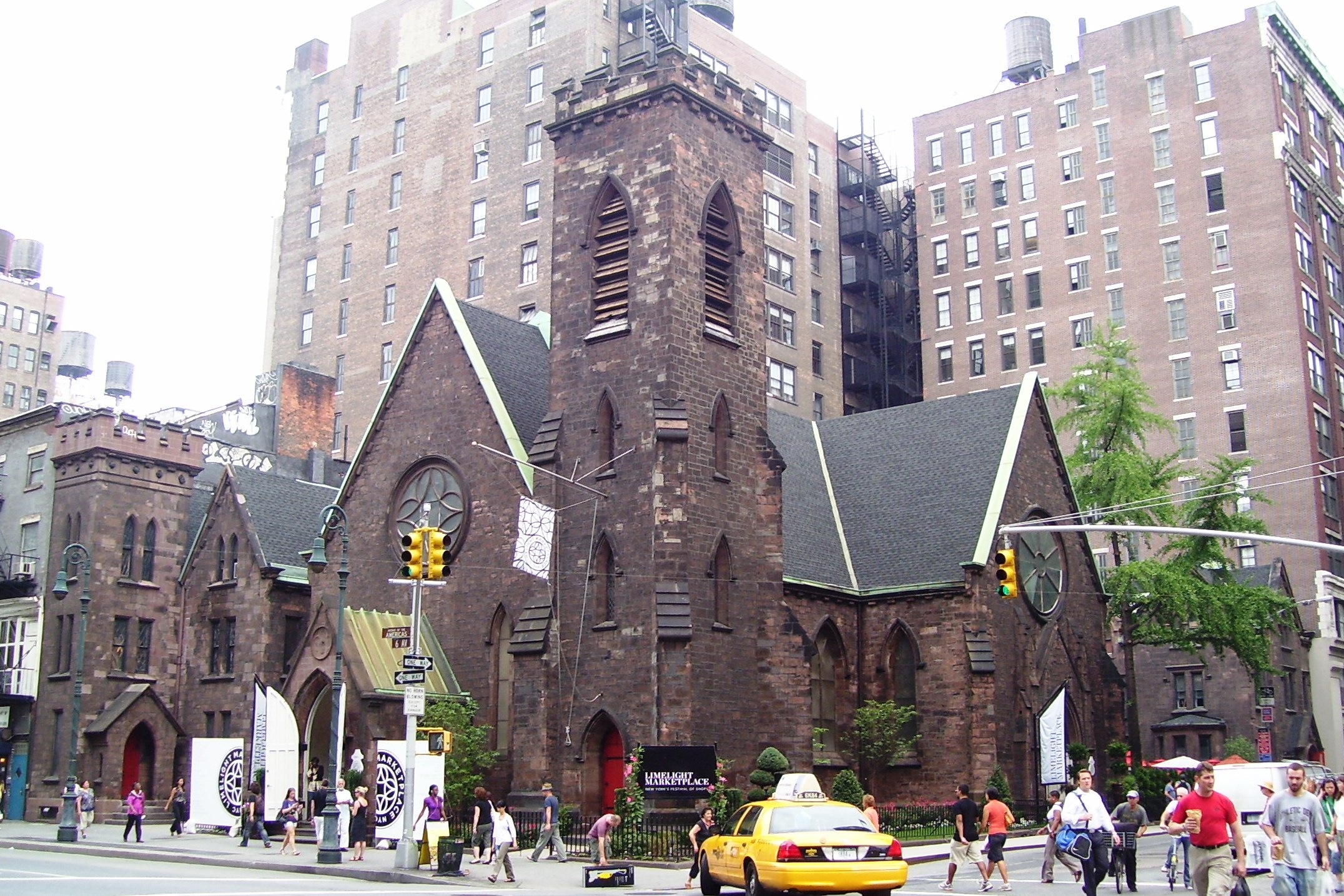
Newyorský klub Limelight

Na počátku 90. let se začaly v klubech vlastněných Gatienem hojně objevovat drogy. Alig pro party s názvem Pohotovost nechal zřídit nemocniční stan kde pořadatelé vyšetřovali návštěvníky a posílali je s recepty do improvizované lékárny v rohu klubu, kde jim byly místo léků prodávány nelegální drogy (rohypnol, ketamin, kokain, heroin, atd.) Problém s drogami se rapidně zhoršil ve chvíli, kdy si do klubů našla cestu skupina jejich uživatelů, kteří se zároveň živili jejich prodejem. V dobách největší slávy Limelightu jich podle Aliga mohlo být až 60. Situace byla natolik vážná, že před kluby byly neustále připravené ambulance pro případ předávkování. Sám Alig se předávkoval dvakrát. Klub Limelight se brzy dostal do hledáčku Národního úřadu pro kontrolu obchodu s drogami (DEA). Sílilo podezření, že prodej drog je organizován samotným Gatienem a proto byli do jeho klubů nasazeni agenti v utajení. Opakující se zátahy odradily velké množství návštěvníků Gatienových klubů a jejich návštěvnost začala upadat. Alig se neúspěšně pokoušel o obnovení věhlasu svých akcí, bývalý zájem se však již nedostavil. Gatien byl později nucen vynaložit značné prostředky pro očištění svého jména. Přestože nebyl shledán vinným z distribuce drog, byl později odsouzen za krácení daně a v roce 1999 deportován do Kanady.

## Vražda Angela Melendeze
V polovině 90. let žil Alig v bytě s Robertem „Freeze“ Riggsem a společně prodávali drogy. Příležitostně u nich přebýval další dealer Angel Melendez, který se v bytě zdržoval především o víkendech. Alig Melendeze neměl rád, ale platil mu, aby se staral o přísun drog do klubu Limelight. Dne 17. března 1996 se dozvěděl o plánovaném policejním zátahu. Obvolal proto všechny dealery a nařídil jim, aby se v klubu tu noc neukazovali. Ačkoliv do klubu nešel, chtěl Melendez po Aligovi, aby mu za ušlou noc zaplatil a tak došlo k jejich vzájemné potyčce. James St. James ve své knize Party Monster uvádí odlišnou verzi událostí. Podle něho Alig Melendezovi ukradl drogy, které měl v jeho bytě uschované na prodej. Když to Melendez zjistil, Aliga fyzicky napadl. Šarvátku zaslechl Riggs, který ve snaze pomoci Aligovi udeřil Melendeze kladivem do hlavy. Alig ho poté na zemi bil pěstmi do hlavy, dokud se nepřestal hýbat. Později zjistili, že Melendez zemřel. Tělo vložili do vany, koupelnu zamkli a v bytě uspořádali minimálně jednu oslavu s hosty. Když se tělo začalo rozkládat, polili ho čisticím přípravkem na bázi hydroxidu sodného, aby zakryli jeho zápach. To však nijak nepomohlo a tak byl Alig nucen tělo rozřezat a v papírové krabici vhodit do řeky Hudson. Ačkoliv se na veřejnosti nijak netajil tím, že Melendeze zabil, byl zatčen až v listopadu 1996 poté, co bylo tělo vyplaveno na břeh. V roce 1997 byl Alig odsouzen k trestu odnětí svobody v rozmezí 10–20 let. Ke stejnému trestu byl odsouzen i Riggs. Třetím odsouzeným se stal narkoman Daniel Auster, který Melendezovo tělo prohledal a odcizil 3000 dolarů. Odsouzen byl na 5 let podmíněně.

## Život po propuštění a smrt
Robert Riggs byl z vězení propuštěn v roce 2010. Michael Alig v roce 2014 s tříletou podmínkou. V pozdějším rozhovoru pro časopis Rolling Stone přiznal, že se mu ve vězení nepodařilo úplně zbavit závislosti na drogách. Oslava jeho propuštění vzbudila vlnu negativních reakcí. V několika rozhovorech, které poskytl krátce poté, vyjádřil svou lítost nad vraždou Melendeze i svým dřívějším chováním. Prozradil, že má velké plány. Chtěl sepsat své paměti, věnovat se výtvarnému umění, uvádět vlastní televizní show. S DJem Keokim spolupracoval na hudebním singlu What's In a krátce vysílal na platformě YouTube. Později však připustil, že ho veřejnost stále považuje za pouhého vraha a možnosti jeho uplatnění jsou tak velice omezené. V roce 2017 byl opět zadržen pro nezákonné držení metamfetaminu. Po přiznání viny byl bez obvinění propuštěn. Na začátku roku 2020 se na aukčním portálu eBay objevilo velké množství předmětů sběratelské hodnoty, které se zřejmě snažil rozprodat. Na konci roku byl nalezen ve svém bytě na Manhattanu bez známek života. Pitva prokázala náhodné předávkování směsicí heroinu, metamfetaminu, fentanylu a acetylfentanylu.